# Haslacher Weiher (Naturschutzgebiet)
Das Gebiet Haslacher Weiher ist ein vom Regierungspräsidium Tübingen am 20. Juli 1992 durch Verordnung ausgewiesenes Naturschutzgebiet auf dem Gebiet der Gemeinde Aulendorf im baden-württembergischen Landkreis Ravensburg um den und oberhalb des Haslacher Weihers.

## Lage
Das Naturschutzgebiet Haslacher Weiher liegt am Schlupfenbach, etwa 1,7 Kilometer nordöstlich des Aulendorfer Ortsteils Tannweiler beim Weiler Haslach. Das Gebiet gehört zum Naturraum Oberschwäbisches Hügelland und ist Teil des FFH-Gebiets Feuchtgebiete um Altshausen.

## Schutzzweck
Der Schutzzweck ist laut Verordnung „die Erhaltung, die Förderung und in Teilen die Verbesserung der ökologischen Wertigkeit des Haslacher Weihers und seiner anschließenden Verlandungszone als Lebensraum und Rückzugsgebiet einer artenreichen und gefährdeten Tier- und Pflanzenwelt, wichtiger Trittstein in dem Lebensraumverbund oberschwäbischer Feuchtgebiete wie dem benachbarten Naturschutzgebiet Brunnenholzried oder dem nördlich gelegenen Schwaigfurter Weiher, historisches Zeugnis vielfältiger Weihernutzungsformen und Teil der Kulturlandschaft von besonderem landschaftlichen Reiz.“

## Landschaftscharakter
Das Naturschutzgebiet umfasst einen großflächigen Feuchtgebietskomplex mit Feuchtgebüschen, Bruchwald, Schilf- und Großseggenried sowie Pfeifengras-Streuwiesen, der sich entlang des Schlupfenbachs entwickelt hat. Im Norden des Gebiets liegt der namensgebende Haslacher Weiher, mit einem großen Bestand der Gelben Teichrose. Der Weiher wird vom Schlupfenbach und vom Mühlbach gespeist. Am Ufer und im Verlandungsbereich befindet sich ein mit einzelnen Gehölzen durchsetzter Schilfgürtel.